# Bradford, Vermont
Bradford är en kommun (town) i Orange County i delstaten Vermont, USA. Vid folkräkningen år 2020 bodde 2 790 personer på orten. Den har enligt United States Census Bureau en area på totalt 77,4 km², varav 0,2 km² är vatten.   

## Kända personer från Bradford
- Albert Sleeper, politiker